# Michael Kelly (tirador)
Michael Kelly   (Galway, 29 de març de 1872 - Coblença, 3 de maig de 1923) va ser un tirador irlandès de naixement, però estatunidenc d'adopció, que va competir a començaments del segle xx. El 1888 emigrà als Estats Units. El 1893 s'incorporà al Cos d'Enginyers de l'Exèrcit dels Estats Units.
El juny de 1920 es nacionalitzà estatunidenc, i pocs dies després va prendre part en els Jocs Olímpics d'Anvers, on disputà dues proves del programa de tir. Guanyà la medalla d'or en ambdues proves, la de pistola militar, 30 metres per equips i la de pistola lliure, 50 metres per equips.